# حوزه انتخابیه یازدهم پنسیلوانیا
حوزه انتخابیه یازدهم پنسیلوانیا یک حوزه انتخابیه مجلس نمایندگان آمریکا است که در ایالت پنسیلوانیا قرار دارد.